# Lambdina punctata
Lambdina punctata là một loài bướm đêm trong họ Geometridae.